# Mario Savioni

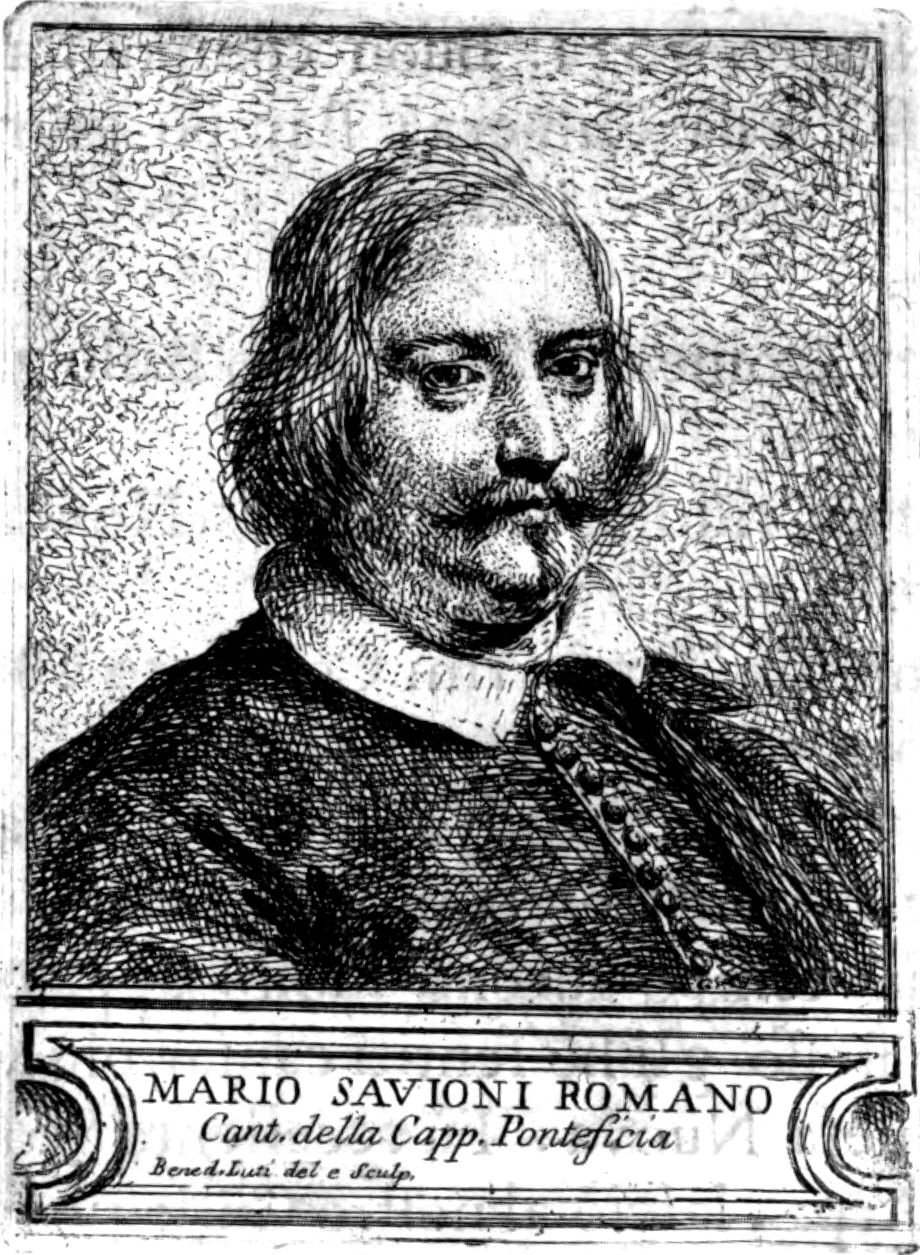
Mario Savioni, Stich von Benedetto Luti

Mario Savioni (* um 1608 in Rom; † 22. April 1685 ebenda) war ein italienischer Komponist und Altist des Barock.

## Leben
Mario Savioni erhielt eine Ausbildung als Chorknabe unter Vincenzo Ugolini an San Luigi dei Francesi, dem er 1621 als Contra-Altist an der Cappella Giulia am Petersdom folgte. Im September 1631 kehrte er mit Ugolino an S.Luigi zurück und erhielt als dessen Assistent ein höheres Gehalt als die anderen Sänger. Ab 1638 arbeitete er mit Giulias Nachfolger Orazio Benevoli zusammen, eine Zusammenarbeit, die 1644 endete, als dieser das Amt des Kapellmeisters an S. Luigi niederlegte. Ebenfalls arbeitete Savioni eng mit Luigi Rossi zusammen, dem Organisten an S. Luigi. Bei einer Aufführung von Rossis Oper Il palazzo incantato im März 1642 im Palazzo Barberini sang Savioni die Rolle der Alceste. Der bei diesem Anlass zustande gekommene Kontakt mit Kardinal Antonio Barberini war wohl ausschlaggebend, dass Savioni im gleichen Jahr in die päpstliche Kapelle aufgenommen wurde und er für die Jahre 1659 und 1668 als deren Leiter gewählt wurde.

## Werke
Savioni war neben Luigi Rossi einer der produktivsten italienischen Kantatenkomponisten seiner Zeit, von einzelnen Arien bis hin zu großangelegten Kantaten (mit mehreren Arien und Rezitativen). Er komponierte neben den insgesamt etwa 180 Kantaten zahlreiche Motetten, Madrigale, die geistliche Oper in drei Akten S. Agnese die 1651 mit aufwändiger Bühnentechnik im Palazzo Pamphilj aufgeführt wurde, sowie das Oratorio per ogni tempo.
Sammlungen (Auswahl)
- Concerti morali, e spirituali, a tre voci differenti (Rom, 1660)
- Madrigali morali, e spirituali, a cinque voci concertati (Rom, 1668)
- Madrigali morali, e Concerti, a tre voci diferenti (Rom, 1672)
- Motetti a voce sola op. 4 (Rom, 1676)